# Грушевка — Судак (автодорога)
Автодорога Грушевка — Судак — автомобильная дорога регионального значения на юго-востоке Крыма протяжённостью 20,2 км. В России имеет обозначение 35К-006, на Украине — P-35. По советской классификации носила номер 7 (9)А.

## Описание
Дорога начинается от трассы Симферополь — Феодосия, проходит большей частью по горно-лесной местности, пересекая Главную гряду Крымских гор, поднимаясь по долине реки Салы, достигает перевала Тат-Кара в селе Переваловка и спускается к морю долиной реки Судак, отличается большим числом закрытых поворотов, имеет 2 полосы для движения, по одной в каждую сторону. Асфальтовое покрытие ровное, довольно высокого качества. Заканчивается на окраине Судака, вливаясь в шоссе Алушта — Феодосия.

## История
Первое упоминание дороги относится ко времени путешествия Екатерины II в Крым. В те годы из-за пересеченной местности и постоянных размывов дорога пользовалась дурной славой. Предполагалось, что Екатерина II посетит Судак, в 1786 году её начали благоустраивать, но это оказался столь сложным, что маршрут изменили и императрица со свитой поехала в Феодосию. Описание местности встречается в труде Петра Симона Палласа «Наблюдения, сделанные во время путешествия по южным наместничествам Русского государства в 1793—1794 годах» 
Немного далее достигают деревни Эльбузлы; у ручья, там протекающего, и вблизи хороших источников, кроме татарской деревни, находятся ещё и русские поселения, устроенные с большими издержками владельцем поместья адмиралом Мордвиновым.
 Судя по имеющимся картам, основная дорога тогда проходила иначе, а от нынешней Грушевки шёл лесной просёлок, но уже на карте 1842 года дорога Салы — Судак показана, как единственная. В 1825 году по дороге, по пути в Судак, проезжал А. С. Грибоедов. В письме к другу он вспоминал 
…горные дикие места, где дорога пересечена разными извивами… где густые леса, скалы, хаос ужасный.
 Дорога в XIX веке имела статус почтовой, почтовые станции находились в деревне Эльбузлы и Судаке, однако и в 80-х годах того века, по словам В. X. Кондараки, находилась в жалком состоянии. В 1880-х годах уже было запланировано строительство шоссе от Салы до Судака.
В современном виде шоссе проложено в начале XX века, в начале 1970-х годов на всем его протяжении ширина полотна была значительно увеличена, ликвидирована часть поворотов.
Хотя реки Судакской стороны хребта Главной гряды большую часть года маловодны, долины их при ливневых дождях могут заполняться паводковыми водами значительного уровня, причем подтоплению подвергается и шоссе Грушевка — Судак. Так в ночь с 18 на 19 августа 2017 года во время сильнейшего ливня паводковой волной было смыто с дороги и повреждено несколько десятков автомобилей и уложено в причудливый штабель. Дорожная пробка растянулась на 10 км. Водителям и пассажирам удалось спастись.